# Kanton Romorantin-Lanthenay-Sud
Romorantin-Lanthenay-Sud is een voormalig kanton van het Franse departement Loir-et-Cher. Het kanton maakte deel uit van het arrondissement Romorantin-Lanthenay.
Het kanton is op 24 december 1984 ontstaan, toen het toenmalige kanton Romorantin-Lanthenay werd opgesplitst, en is opgeheven op 22 maart 2015 toen de kantons van Romorantin-Lanthenay weer werden samengevoegd tot het huidige kanton Romorantin-Lanthenay. Alleen de gemeente Pruniers-en-Sologne werd op die dag opgenomen in het kanton Selles-sur-Cher.

## Gemeenten
Het kanton Romorantin-Lanthenay-Sud omvatte de volgende gemeenten:
- Loreux
- Pruniers-en-Sologne
- Romorantin-Lanthenay (deels, hoofdplaats)
- Villeherviers